# 웨이브 레이스 64
《웨이브 레이스 64》는 닌텐도가 닌텐도 64로 개발하고 배급한 1996년 경주 게임이다. 1992년 게임보이 게임 《웨이브 레이스》의 후속작이다. 플레이어는 퍼스널 워터크래프트를 조종해 부표를 따라 여러 경주로를 완주해야 한다. 플레이어끼리 경주하는 다인용 모드도 수록했다. 세이브 데이터를 다른 카트리지로 이동하는 컨트롤러 팩을 지원한다.
본래 "물 위의 에프제로"라는 별명으로 기획해 변신이 가능한 고속 배를 조종하는 게임이 되려했으나 프로듀서 미야모토 시게루가 타 콘솔의 경주 게임들과의 차별화할 필요성이 있다고 생각해 조종체를 수상스키로 변경했다. 발매 당시 《웨이브 레이스 64》는 탁월한 조종감과 역동적인 물 환경을 꼽아 게임을 호평했다. 2001년에 게임큐브로 후속작 《웨이브 레이스: 블루 스톰》이 발매됐다.

## 반응
《웨이브 레이스 64》는 일본에서 1996년 12월까지 판매량이 154,000장 이상, 미국에서 1997년 12월까지 판매량이 195백만 장으로 상업적 성공을 거뒀다.

### 내용주
1. ↑  영어: Wave Race 64, 일본어: ウエーブレース64

### 참조주
1. 1 2  “Wave Race 64 for Nintendo 64”. 《Metacritic》. 2016년 9월 14일에 원본 문서에서 보존된 문서. 2017년 6월 28일에 확인함.
2. ↑  Davies, Jonti. “Wave Race 64 - Review”. 《AllGame》. 2014년 11월 14일에 원본 문서에서 보존된 문서. 2014년 11월 14일에 확인함.
3. ↑  Huhtala, Alex (June 1997). “Wave Race 64”. 《Computer and Video Games》. 187호 (EMAP). 58–59쪽.
4. ↑  “WaveRace 64”. 《Edge》. 39호 (Future Publishing). December 1996. 66–68쪽.
5. ↑  “Team EGM Box Scores: Waverace [sic] 64”. 《Electronic Gaming Monthly》. 88호 (Ziff Davis). November 1996. 277쪽.
6. ↑  “Wave Race 64”. 《Game Informer》. 1996년 11월 1일. 2001년 1월 14일에 원본 문서에서 보존된 문서. 2017년 7월 5일에 확인함.
7. ↑  Rubenstein, Glenn (1996년 12월 1일). “Wave Race 64 Review”. 《GameSpot》. 2017년 6월 28일에 원본 문서에서 보존된 문서. 2017년 6월 28일에 확인함.
8. ↑  Perry, Doug (1996년 11월 15일). “Wave Race 64”. 《IGN》. 2016년 10월 15일에 원본 문서에서 보존된 문서. 2017년 6월 28일에 확인함.
9. ↑  Nicholson, Zy (May 1997). “Wave Race 64”. 《N64 Magazine》. 2호 (Future Publishing). 28–39쪽.
10. ↑  “Real Swell”. 《Next Generation》. 25호 (Imagine Media). January 1997. 168쪽.
11. ↑  “Wave Race 64 Kawasaki Jet Ski”. 《Garaph.info》. 1996년 12월 23일. 2016년 3월 3일에 원본 문서에서 보존된 문서. 2017년 7월 5일에 확인함.
12. ↑  “Diddy Makes Nintendo Proud”. 《GameSpot》. 1997년 12월 9일. 2000년 2월 26일에 원본 문서에서 보존된 문서.
13. Lucas, Victor (1996년 11월 29일). “Wave Race 64”. 《The Electric Playground》. 2002년 1월 6일에 원본 문서에서 보존된 문서. 2002년 1월 6일에 확인함.